# Eduardo Rivera Mort
Eduardo Rivera Mort (Montevideo, 28 de mayo de 1951) es un exfutbolista y entrenador uruguayo -  paraguayo radicado hace varios años en Paraguay. Actualmente dirige al R.I. 3 Corrales de la Segunda División de Paraguay. 

## Trayectoria
Debutó a los 17 años en Primera, en el equipo de Rampla Juniors de Uruguay. Hugo Bagnulo fue el técnico que le dio la oportunidad de jugar en Primera. Jugó allí tres años, después fui a Colombia, México, España. Volvió al Uruguay para jugar en Peñarol, hasta que en el 1 de enero de 1975 fichó por Olimpia.
Jugó por Rampla Juniors, Junior de Barranquilla, Atlante, Granada, Peñarol, Olimpia, Minga Guazú y 3 de Febrero (Liga Paranaense) y selección Paranaense.
Como técnico debutó en el 3 de Febrero en el año 2010, también dirigió a Cerro Porteño PF, Sportivo Luqueño y al Club Libertad. En el 2016 dirigió al Sportivo Luqueño por tercera vez en su carrera.
En el año 2015, llegó a semifinales de la Copa Sudamericana con el Sportivo Luqueño, siendo eliminado por el Independiente Santa Fe.

## Clubes

### Como Jugador
| Club                    | País     | Año         |
| ----------------------- | -------- | ----------- |
| Rampla Juniors          | Uruguay  | 1968 - 1970 |
| Junior de Barranquilla  | Colombia | 1971        |
| Atlante                 | México   | 1972        |
| Granada                 | España   | 1973        |
| Peñarol                 | Uruguay  | 1973 - 1974 |
| Olimpia                 | Paraguay | 1975 - 1976 |
| Minga Guazu             | Paraguay | 1977        |
| Club 3 de Febrero       | Paraguay | 1978 - 1979 |
| Selecc. Liga Paranaense | Paraguay | 1980 - 1981 |

### Como entrenador
| Club                  | País     | Año           |
| --------------------- | -------- | ------------- |
| 3 de Febrero          | Paraguay | 2010          |
| Cerro Porteño PF      | Paraguay | 2011 - 2013   |
| Sportivo Luqueño      | Paraguay | 2014          |
| 3 de Febrero          | Paraguay | 2014          |
| Sportivo Luqueño      | Paraguay | 2015          |
| Libertad              | Paraguay | 2015 - 2016   |
| Sportivo Luqueño      | Paraguay | 2016          |
| Deportivo Minga Guazú | Paraguay | 2017          |
| Sportivo Luqueño      | Paraguay | 2018          |
| Deportivo Minga Guazú | Paraguay | 2018          |
| 3 de Febrero          | Paraguay | 2018 - 2019   |
| R.I. 3 Corrales       | Paraguay | 2019-presente |